# 中島田町 (徳島市)
中島田町（なかしまだちょう）は、徳島県徳島市の町名。現行行政地名は中島田町一丁目から中島田町四丁目まで。徳島市の調査による2009年12月現在の人口は1,942人、世帯数は927世帯。郵便番号は〒770-0052。

## 地理
徳島市の北部に位置し、住宅地域でもあるが耕地でもある。加茂名地区に属する。東は田宮川、西は北流する鮎喰川に面している。鮎喰川右岸堤防上を市道が通る。町域内中央を東西に徳島県道30号徳島鴨島線が通っている。

### 河川
- 鮎喰川
- 田宮川

## 歴史
袋井用水の開削者として知られる楠藤吉左衛門も当地の出身である。元は島田町の一部で、昭和18年より現在の町名となった。江戸時代、八幡街道と称されていた中島田町街筋は四国遍路の通路に当たり、中鮎喰渡船場として賑わった。

## 施設
- タカガワ本社

## 交通

### バス
- JR徳島駅前より島田石橋行きを利用。

### 道路
都道府県道
- 徳島県道・香川県道1号徳島引田線
- 徳島県道15号徳島吉野線
- 徳島県道30号徳島鴨島線